# UCI Women's World Tour 2021
L'UCI Women's World Tour 2021, sesta edizione della competizione, si è svolta su diciannove eventi dal 30 gennaio al 23 ottobre 2021. Le corse che lo hanno costituito sono state quattordici in linea e quattro a tappe.
Inizialmente il calendario comprendeva ventiquattro gare, ma a causa della pandemia di COVID-19, sei delle gare in calendario sono state annullate.
La vittoria della classifica individuale è stata dell'olandese Annemiek van Vleuten, mentre la classifica a squadre ha visto prevalere la formazione olandese Team SD Worx; la classifica Under-23 è stata vinta dalla neozelandese Niamh Fisher-Black.

## Squadre
Le squadre detentrici di licenza UCI Women's World Tour per la stagione 2021 sono nove, le otto del 2020 più la formazione olandese Team SD Worx.
| Cod. | Squadra                            | Biciclette  |
| ---- | ---------------------------------- | ----------- |
| ALE  | Alé BTC Ljubljana                  | MCipollini  |
| CSR  | Canyon-SRAM Racing                 | Canyon      |
| FDJ  | FDJ Nouvelle-Aquitaine Futuroscope | Lapierre    |
| LIV  | Liv Racing                         | Liv         |
| MOV  | Movistar Team Women                | Canyon      |
| BEX  | Team BikeExchange                  | Bianchi     |
| DSM  | Team DSM                           | Scott       |
| SDW  | Team SD Worx                       | Specialized |
| TFS  | Trek-Segafredo                     | Trek        |

## Calendario
| N. | Data          | Evento                                              | Vincitrice                                   | Squadra                                      | Leader della Cl. mondiale                    |
| -- | ------------- | --------------------------------------------------- | -------------------------------------------- | -------------------------------------------- | -------------------------------------------- |
|    | 30 gennaio    | Cadel Evans Great Ocean Road Race                   | annullato a causa della pandemia di COVID-19 | annullato a causa della pandemia di COVID-19 | annullato a causa della pandemia di COVID-19 |
| 1  | 6 marzo       | Strade Bianche (2021)                               | Chantal van den Broek-Blaak                  | Team SD Worx                                 | Chantal van den Broek-Blaak                  |
| 2  | 21 marzo      | Trofeo Alfredo Binda - Comune di Cittiglio (2021)   | Elisa Longo Borghini                         | Trek-Segafredo                               | Elisa Longo Borghini                         |
| 3  | 25 marzo      | Classic Brugge-De Panne (2021)                      | Grace Brown                                  | Team BikeExchange                            | Elisa Longo Borghini                         |
| 4  | 28 marzo      | Gand-Wevelgem (2021)                                | Marianne Vos                                 | Jumbo-Visma Women Team                       | Marianne Vos                                 |
| 5  | 4 aprile      | Giro delle Fiandre (2021)                           | Chantal van den Broek-Blaak                  | Team SD Worx                                 | Elisa Longo Borghini                         |
| 6  | 18 aprile     | Amstel Gold Race (2021)                             | Marianne Vos                                 | Jumbo-Visma Women Team                       | Marianne Vos                                 |
| 7  | 21 aprile     | Freccia Vallone (2021)                              | Anna van der Breggen                         | Team SD Worx                                 | Marianne Vos                                 |
| 8  | 25 aprile     | Liegi-Bastogne-Liegi (2021)                         | Demi Vollering                               | Team SD Worx                                 | Elisa Longo Borghini                         |
| 9  | 20-23 maggio  | Vuelta a Burgos (2021)                              | Anna van der Breggen                         | Team SD Worx                                 | Annemiek van Vleuten                         |
|    | 30 maggio     | RideLondon Classique                                | annullato a causa della pandemia di COVID-19 | annullato a causa della pandemia di COVID-19 | Annemiek van Vleuten                         |
| 10 | 26 giugno     | La course by Le Tour de France (2021)               | Demi Vollering                               | Team SD Worx                                 | Demi Vollering                               |
| 11 | 31 luglio     | Classica di San Sebastián (2021)                    | Annemiek van Vleuten                         | Movistar Team Women                          | Annemiek van Vleuten                         |
|    | 7 agosto      | Vårgårda West Sweden TTT                            | annullato a causa della pandemia di COVID-19 | annullato a causa della pandemia di COVID-19 | Annemiek van Vleuten                         |
|    | 8 agosto      | Vårgårda West Sweden RR                             | annullato a causa della pandemia di COVID-19 | annullato a causa della pandemia di COVID-19 | Annemiek van Vleuten                         |
| 12 | 12-15 agosto  | Ladies Tour of Norway (2021)                        | Annemiek van Vleuten                         | Movistar Team Women                          | Annemiek van Vleuten                         |
| 13 | 24-29 agosto  | Holland Ladies Tour (2021)                          | Chantal van den Broek-Blaak                  | Team SD Worx                                 | Annemiek van Vleuten                         |
| 14 | 30 agosto     | Grand Prix de Plouay - Lorient Agglomération (2021) | Elisa Longo Borghini                         | Trek-Segafredo                               | Annemiek van Vleuten                         |
| 15 | 2-5 settembre | Madrid Challenge by La Vuelta (2021)                | Annemiek van Vleuten                         | Movistar Team Women                          | Annemiek van Vleuten                         |
| 16 | 2 ottobre     | Parigi-Roubaix (2021)                               | Elizabeth Deignan                            | Trek-Segafredo                               | Annemiek van Vleuten                         |
| 17 | 4-9 ottobre   | The Women's Tour (2021)                             | Demi Vollering                               | Team SD Worx                                 | Annemiek van Vleuten                         |
|    | 14-16 ottobre | Tour of Chongming Island                            | annullato a causa della pandemia di COVID-19 | annullato a causa della pandemia di COVID-19 | Annemiek van Vleuten                         |
|    | 19 ottobre    | Tour of Guangxi                                     | annullato a causa della pandemia di COVID-19 | annullato a causa della pandemia di COVID-19 | Annemiek van Vleuten                         |
| 18 | 23 ottobre    | Women's WorldTour Ronde van Drenthe (2021)          | Lorena Wiebes                                | Team DSM                                     | Annemiek van Vleuten                         |

## Classifiche finali
La classifica individuale dell'UCI Women's World Tour segue le regole per il punteggio redatte dall'UCI.
Classifiche aggiornate al 24 ottobre 2021.
| Pos. | Corridore             | Squadra   | Punti |
| ---- | --------------------- | --------- | ----- |
| 1    | Annemiek van Vleuten  | Movistar  | 3 177 |
| 2    | Demi Vollering        | SD Worx   | 2 563 |
| 3    | Elisa Longo Borghini  | Trek-Seg. | 2 509 |
| 4    | Marianne Vos          | Jumbo     | 2 477 |
| 5    | Cecilie Uttrup Ludwig | FDJ       | 1 692 |
| 6    | Anna van der Breggen  | SD Worx   | 1 640 |
| 7    | Katarzyna Niewiadoma  | Canyon    | 1 463 |
| 8    | Marlen Reusser        | Alé BTC   | 1 275 |
| 9    | Chantal van den Broek | SD Worx   | 1 091 |
| 10   | Grace Brown           | BikeExch. | 1 066 |

| Pos. | Corridore           | Squadra    | Punti |
| ---- | ------------------- | ---------- | ----- |
| 1    | Niamh Fisher-Black  | SD Worx    | 34    |
| 2    | Évita Muzic         | FDJ        | 32    |
| 3    | Marija Novolodskaja | A.R. Monex | 22    |
| 4    | Pfeiffer Georgi     | DSM        | 12    |
| 5    | Lorena Wiebes       | DSM        | 10    |
| 6    | Anna Shackley       | SD Worx    | 10    |
| 7    | Franziska Koch      | DSM        | 8     |
| 8    | Clara Copponi       | FDJ        | 6     |
| 9    | Kata Blanka Vas     | SD Worx    | 6     |
| 10   | Sarah Gigante       | Tibco      | 6     |

| Pos. | Squadra                            | Punti |
| ---- | ---------------------------------- | ----- |
| 1    | Team SD Worx                       | 8 572 |
| 2    | Trek-Segafredo                     | 5 263 |
| 3    | Movistar Team Women                | 5 043 |
| 4    | FDJ Nouvelle-Aquitaine Futuroscope | 3 957 |
| 5    | Team DSM                           | 3 684 |
| 6    | Canyon-SRAM Racing                 | 3 388 |
| 7    | Alé BTC Ljubljana                  | 3 364 |
| 8    | Jumbo-Visma Women Team             | 3 319 |
| 9    | Liv Racing                         | 3 226 |
| 10   | Team BikeExchange                  | 2 267 |